# Medios de entretenimiento hokkien
Los medios hokkien (en chino tradicional, 閩南語娛樂媒體) son los medios de comunicación producidos en hokkien. Taiwán es, con diferencia, el mayor productor de medios en lengua hokkien.
La "edad de oro" tanto de la música como del cine popular hokkien en Asia fue desde mediados de la década de 1950 hasta mediados de la de 1960.

## Películas
Muchas películas en Taiwán se producen en hokkien. Muchas otras películas que están principalmente en mandarín o en algún otro idioma también pueden incluir algún diálogo en taiwanés.
Las primeras películas de Hokkien proyectadas en Taiwán se rodaron en Hong Kong y presentaban diálogos en el dialecto Amoy. La creciente popularidad de las películas de Amoy en Taiwán alejó al público de las representaciones de ópera taiwanesa, por lo que algunos líderes de compañías comenzaron a hacer películas en Hokkien taiwanés. Entre 1956 y 1961 se realizaron en Taiwán más de 1.000 películas en idioma hokkien  La popularidad de las películas de Amoy, establecida a principios de la década de 1950, luego cayó y fue superada por las películas taiwanesas de Hokkien. En 1981, el número de películas taiwanesas de Hokkien realizadas ascendía a 2.000. Sin embargo, la censura durante el período del Terror Blanco de Taiwán afectó gravemente al cine y al pop de Hokkien.  Como resultado, sobreviven aproximadamente 160 películas en idioma Hokken de este período, todas en poder del Instituto de Cine y Audiovisual de Taiwán (TFAI).  Cuando Ray Jing se convirtió en líder del Archivo Nacional de Cine, una organización predecesora del Instituto Cinematográfico y Audiovisual de Taiwán, comenzó a centrar los esfuerzos de la organización en la preservación de películas en idioma hokkien.  El Proyecto de Restauración Digital del Cine de Taiwán fue lanzado en 2013 por el TFAI.  El proyecto buscaba archivar y restaurar películas en idioma Hokkien.
Además de Taiwán, también se producen películas Hokkien en China continental, Singapur, Malasia, Indonesia y Filipinas.

## Televisión
Existen muchas novelas televisivas, retransmisiones de noticias, programas de variedades, etc. producidos en hokkien. Existían restricciones a la transmisión en hokkien en Taiwán, pero se levantaron en la década de 1980.
Los doblajes taiwaneses de los programas de Cartoon Network incluyen diálogos en idioma taiwanés.

## Música
La grabación de ópera y canciones hokkien en Taiwán y China se remonta a la década de 1920. Durante la etapa intermedia del dominio colonial japonés en Taiwán, había una industria de grabación de música popular hokkien que era financiada principalmente por compañías discográficas estadounidenses como Columbia Records y RCA. Aunque importante, esta industria terminó en gran medida con el inicio de la segunda guerra sino-japonesa en 1937 y las posteriores restricciones a la producción cultural en taiwanés y hakka.